# Osoet Pegua
Osoet Pegua (1615? -1658?) est une femme d'affaires thaïlandaise.

## Biographie
De 1638 à 1642, Jeremias Van Vliet, en tant que directeur du poste de commerce d'Ayutthaya, est responsable du commerce de la compagnie néerlandaise des Indes orientales en Thaïlande. Au cours de cette période, Osoet Pegua (également connue sous le nom de Tjau Soet) conclut un mariage temporaire avec Jeremias Van Vliet,,.
Le roi Prasat-Thong avait un monopole de fait sur presque tout le commerce extérieur du pays. De bons contacts avec la cour étaient une condition préalable à la négociation. Osoet Pegua était une femme d'affaires compétente du peuple birman Môns, qui occupait une place importante sur les marchés d'Ayutthaya. Son mariage donne à Jeremias Van Vliet l'accès aux réseaux commerciaux thaïlandais, et il fait fortune. Osoet Pegua acquiert ainsi une position clé dans le commerce intermédiaire avec la VOC,.
Osoet Pegua avait déjà eu plusieurs relations avec d'éminentes personnalités du comptoir de la VOC. Plusieurs enfants en étaient nés. Avec Jeremias Van Vliet, elle a trois filles, qu'il aimait beaucoup.
En 1642, Jeremias Van Vliet rompt le contrat de mariage. Il a été nommé gouverneur de la ville de Malacca . C'est un poste plus lucratif que celui de la cour thaïlandaise. Osoet Pegua est furieuse. Elle s'assure que Jeremias ne verra plus jamais ses trois filles et utilise ses contacts avec le roi Prasat-Thong pour contrecarrer Van Vliet. Elle donne même au gouverneur général de Batavia un éléphant dans l'espoir qu'il retire son soutien à Jeremias.
Tout le reste de sa vie, Jeremias van Vliet essaye, avec un flot de lettres et de demandes, d'amener ses filles à Schiedam, où il est revenu, mais il ne réussit pas à le faire.
Ce n'est qu'après la mort d'Osoet Pegua que leur fille Maria van Vliet peut se rendre à Batavia en 1658 pour épouser un jeune marchand de la VOC.
En Thaïlande, les noms de Jeremias van Vliet et Osoet Pegua sont toujours connus. Osoet Pegua y est considérée comme un exemple de femme indépendante qui ne s'est pas laissée faire.

## Vie privée
Elle est épouse, entre autres, de Jeremias van Vliet, chef du poste de commerce de la Compagnie néerlandaise des Indes orientales (VOC) à Ayutthaya, en Thaïlande.